# Stenancistrocerus liliput
Stenancistrocerus liliput är en stekelart som beskrevs av Gusenleitner 1993. Stenancistrocerus liliput ingår i släktet Stenancistrocerus och familjen Eumenidae. Inga underarter finns listade i Catalogue of Life.